# Cyanicula
Cyanicula là một chi thực vật có hoa trong Họ Lan.